# Guido Platoni
Guido Platoni (Parma, Italia, a fines del siglo XIV;)  fue un comandante militar, noble y notario de origen Lombardo y descendiente de la antiquísima dinastía Platoni, hacia el año 1398, fue podestà de Gusaliggio y toda Valmozzola. Electo por su elevada moral y su capacidad de dirigir con imparcialidad de acuerdo a los cánones establecidos dentro de la sociedad medieval. Ejerció las más altas funciones de orden jurídico al tiempo que residía en el castillo de Gusaliggio en Valmozzola. Su trabajo era remunerado con 5 libras de Piacenza.

## Biografía
Hasta el día de hoy quedan restos del castillo en Valmozzola. En la época medieval, fue una zona ocupada por las familias de la casa de Este, Malaspina y Pallavicino, esta última recordada por el marqués  Oberto Pallavicino "El Grande" muerto en el castillo de  Gusaliggio, en Valmozzola, con fecha 8 de mayo de 1269. Su padre fue el marqués Guglielmo Pallavicino y su madre la condesa de Bardi Solestella Platoni. 
Guido Platoni estuvo a cargo de todo asunto regulativo, especialmente del orden público y  debió resolver numerosos conflictos sociales  mediante arbitrajes en las disputas que se producían en el territorio. De esto da cuenta su jurisdicción para resolver un caso de  altercado que afectó a la familia Pallavicino que habitaba la fracción de Scipione ubicada en la actual comuna de Salsomaggiore Terme.
Guido era comandante de ejército y tenía vasta experiencia en liderar valiéndose del dominio de las armas y asuntos de guerra. Esta era una cualidad clave de la dinastía Platoni y su conocida estructura para gobernar militarmente.  Su autoridad en este ámbito  permitía mantener la disciplina necesaria sobre el funcionamiento social y ordenamiento legislativo. Su conocimiento de  estrategia militar medieval era un requisito del cargo.
Su padre  el aristócrata Pietro Platoni  le  guio en el conocimiento sobre las letras y retórica, estas características eran  necesarias para poder desempeñar asuntos diplomáticos. Guido solicitó realizar diversas copias de documentos de relevancia, como aquel caso en que ordenó al notario Guglielmo Ferrario de Bardi de hacer una copia de un escrito datado con fecha 26 de julio de 1298, que contenía las abreviaturas del notario Gandolfo Ferrari. Se trataba de la cesión de un feudo situado en Tusca (Tosca) hecha por Ubertino Landi a los hermanos Antonio y Oberto de Tusca.
La capacidad de administración  de Guido Platoni sobre Gusaliggio y el valle de Mozzola se fundamentó en su capacidad política, esto por sobre su conocimiento militar, más bien era disuasivo y recuerdo de un pasado dominante. La dinastía Platoni durante cientos de años desempeñó su soberanía sobre señoríos y fortalezas principalmente en el norte de Italia, destacan entre estos:
Azarino Platoni (1406): Gobierna y mantiene la podestà sobre el Señorío de Fontanellato y la Rocca Sanvitale.
Giovanni Filippo Platoni (1500): Vizconde, procurador y canciller de Gian Luigi Fieschi "El Viejo", fue alcaide del Castillo de Santo Stefano d'Aveto.
Giulio Platoni (1671): Pro Gobernador de Parma y Gobernador de Piacenza (1674).

## Gallería

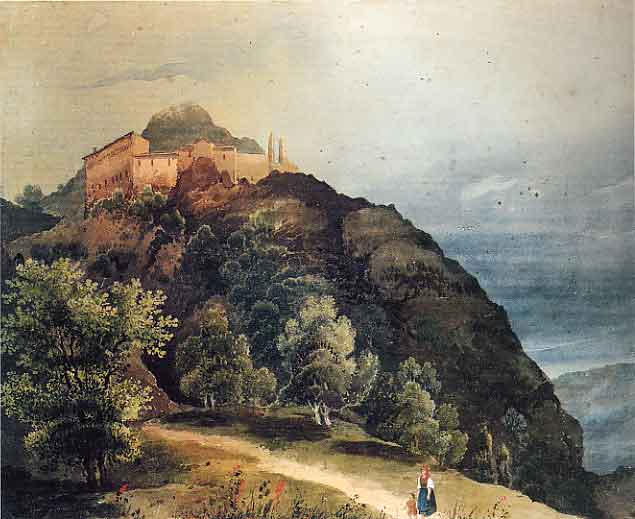
Castello di Gusaliggio. Pintura de  Alberto Passin 1848-49.